# Johann Pauls
Johann Pauls (ur. 9 lutego 1908, zm. 4 lipca 1946 w Gdańsku) – niemiecki zbrodniarz nazistowski, członek załogi niemieckiego nazistowskiego obozu koncentracyjnego Stutthof i SS-Oberscharführer.
W czasie II wojny światowej pełnił służbę w obozie Stutthof, gdzie kierował tzw. „Waldkolonne” (komandem więźniarskim nazywanym kolumną leśną). Więźniowie karczowali i wyrównywali teren pod powiększany obóz. Ich praca polegała na ścinaniu drzew i transporcie ciężkich pni. Więźniowie pracowali przy głodowych racjach żywnościowych i przy nieustannym maltretowaniu ze strony esesmanów i kapo. Śmiertelność w „Waldkolonne” była bardzo wysoka.
Po zakończeniu wojny Johann Pauls został osądzony przez Specjalny Sąd Karny w Gdańsku w pierwszym procesie załogi Stutthofu. Skazano go na karę śmierci. W więzieniu próbował popełnić samobójstwo przez podcięcie gardła, ale został uratowany. Karę śmierci wykonano przez powieszenie w Gdańsku na Wysokiej Górce (niem. Stolzenberg) na placu przy ulicy Pohulanka 4 lipca 1946. Jego ciało przekazano do prosektorium Akademii Medycznej w Gdańsku.